# Miriquidica atrofulva
Miriquidica atrofulva är en lavart som först beskrevs av Søren Christian Sommerfelt och som fick sitt nu gällande namn av Adolf Josef Schwab och Gerhard Rambold. 
Miriquidica atrofulva ingår i släktet Miriquidica och familjen Lecanoraceae.  Arten är reproducerande i Sverige. Inga underarter finns listade i Catalogue of Life.